# Ciudad Real Madrid

Ciudad Real Madrid, ofta kallad "Valdebebas" är Real Madrids träningsarena. Den ligger i utkanten av Madrid nära flygplatsen. Den har tio planer som Real Madrids A-lag, B-lag och C-lag delar på.